# Hypasclera ignota
Hypasclera ignota is een keversoort uit de familie schijnboktorren (Oedemeridae). De wetenschappelijke naam van de soort is voor het eerst geldig gepubliceerd in 1951 door Arnett.